# Takeshi Kitano
Takeshi Kitano (北野 武; Kitano Takeshi) (Adachi, Tokio, 18. siječnja 1947.) jedno je od najpoznatijih medijskih lica Japana. Uz režiju i glumu, vrijedan je novinski kolumnist, pisac, pjesnik, slikar te sudjeluje u nekoliko TV emisija na japanskoj televiziji. Slavu koja ga danas prati, kao i svoj nadimak Beat, stekao je ranih sedamdesetih u manzai-komediji, kao polovica dua "Two Beats", koji publiku šarmiraju svojim brzopoteznim prepucavanjem i satiričnim humorom. 

## Filmska karijera
U osamdesetima Kitano glumi u mnogim filmovima, od kojih je najpoznatiji "Sretan Božić gospodine Lawrence" ("Merry Christmas Mr. Lawrence") Nagishe Oshime. Njegovo portretiranje narednika Hare dozirajući brutalnost i patos postat će jedan od lajtmotiva njegovih kasnijih samorežirajućih radova.
Godine 1989. Kitano se okitio još jednom profesionalnom titulom -redateljskom. Trebao je glumiti u policijskom trileru veterana gangsterskog filma Kinji Fukasakua, no kad potonji odlazi s filmskog projekta, producenti redateljsku palicu nude Kitanu. On prerađuje scenarij, a rezultat je poznat kao film "Nasilni policajac" ("Violent Cop"), delirično nasilno remek-djelo koje mu donosi međunarodne pohvale. Tim filmom Kitano definira svoj redateljski stil karakteriziran dugim kadrovima, minimalnim dijalogom i čvrstom kompozicijom. 
Uvodi i svojevrsnog, šakama sklonog antiheroja, osobu koja će se, uz varijacije, pojavljivati u kasnijim njegovim radovima. Ta, ne baš laka mješavina komedije i brutalnosti postat će trade mark njegovih kasnijih krimića: "Boiling Point", "Sonatine" i "Vatromet" ("Hana-bi") (pobjednički film venecijanskog Filmskog festivala 1997.). Iako ponajprije poznat po svojim kriminalnim epskim pričama, Kitano je našao vremena i za laganu dramu o gluhonijemom skupljaču smeća koji uči surfati u filmu "Scene uz more" ("Scene By The Sea"), za slap-stick komediju satiričnog pogleda na japansku kulturu u "Getting Any?" ("Jesi li šta...?") te za "Djeca se vraćaju" ("Kids Return"), priču o odrastanju dvoje školskih propalica.
Karijera i život su mu umalo završili 2. kolovoza 1994. kad je stradao u prometnoj nesreći. Gotovo šest tjedana oporavljao se od ozljeda glave, a slijedilo je još nekoliko mjeseci fizikalne terapije. Tijekom oporavka Kitano igra malu ulogu u filmu Takashi Ishiija "Gonin", u kojem njegov lik ima povez preko očiju, ostatak iz realnosti u kojoj zamalo nije pobjegao smrti, lako su međunarodna prikazivanja njegovih prijašnjih filmova postigla pozitivne kritičarske iskaze, naišla su na prosječan odaziv publike. 
Godine 2000. Kitano se našao vrlo blizu holivudskog uspjeha svojim prvim međunarodnim uratkom "Brother". Godine 2001. pojavljuje se u kontroverznom japanskom hitu "Battle Royale", filmu o srednjoškolcima koji su dovezeni na otok kako bi ubili jedan drugoga. Godinu poslije, prvi put u šest godina, Takeshi Kitano ostao je iza kamere. Film "Dolls" bio je njegov deseti scenarističko-redateljski uradak. U svom posljednjem uratku, "Zatoichi" Kitano potpisuje scenarij, režiju, a igra i naslovni lik. Film je klasičan samurajski ep o slijepom ubojici što se očajnički trudi ostati vjeran i dostojan strogih samurajskih pravila. Uvriježeno je pravilo da se kao Beat Takeshi potpisuje pod svoje glumačke, a s Takeshi Kitano pod svoje redateljske uratke.
Kitano je imao i svoj komični serijal, na svoj način sličan "Igrama bez granica": "Takeshijev dvorac" (Takeshi's Castle).